# Ulf Fleischer
Ulf Fleischer (* 9. April 1959 in Qullissat) ist ein grönländischer Musiker und Komponist.

## Leben
Ulf Fleischer wurde in Qullissat als Sohn des Zimmermanns Hans Fleischer aus Qaarsut und seiner Frau, der Köchin Sofie aus Saattut, geboren. Seine Schwester war die Politikerin Astrid Fleischer Rex (1954–2023). Als er etwa zehn Jahre alt war, fand er eine kaputte Gitarre und ließ sie von seinem Vater reparieren. 1970 ging er für ein Jahr in Dänemark zur Schule und, weil seine Eltern in der Zwischenzeit nach Nuuk zogen, kehrte er nie wieder in seine Heimatstadt zurück. Die Eindrücke, die Nuuk auf ihn machten, inspirierten ihn 12-jährig dazu, zu dichten. Mit 17 Jahren begann er eine Lehre als Automechaniker, die er aber nach rund zwei Jahren abbrach. Anschließend arbeitete er als Helfer in Läden und Büros. Wenig später wurde er als Musiker entdeckt und für seine Auftritte bezahlt. Bald trat er bei Konzerten in Grönland, Dänemark, Island, den Färöern und Kanada auf. 1992 zog er nach Ilulissat, kehrte aber schon ein Jahr später nach Nuuk zurück. 1997 erhielt er den Koda Award. 1999 initiierte er das Musikfestival Nanoq Festivalen. Gemeinsam mit seiner Band, der Paarisa Band, hatte er bis 1999 drei Alben veröffentlicht. Daneben komponiert und textet er auch für andere und wirkt als Gastmusiker bei diesen mit. Seine größten Hits sind die Lieder Neriuut, Paarisa, Takorluulertuarpagit und Issiaannarusunngilanga.